# Marilyn Monroe
Marilyn Monroe (născută Norma Jeane Mortensen; n. 1 iunie 1926, Los Angeles, California, SUA – d. 4 august 1962, Brentwood⁠(d), California, SUA a fost o actriță, fotomodel, cântăreață, sex simbol și divă pop a secolului al XX-lea. Ascensiunea ei la nivel de celebritate a început cu selectarea pentru a poza în câteva reviste. 
Cea mai însemnată parte a filmelor ei au fost făcute pentru 20th Century Fox, unde și-a luat și numele cu care a devenit celebră. După apariții minore, în decurs de câțiva ani Marilyn a început să devină cunoscută pentru talentul ei de comediană și remarcabila ei prezență scenică. Circumstanțele misterioase ale morții Marilynei au fost subiectul multor speculații, care nu au reușit să-i știrbească reputația de cea mai legendară actriță a tuturor timpurilor.
În anul 1953, Monroe era deja una dintre cele mai cotate actrițe de la Hollywood, avea roluri principale în filmul noir, Niagara (film), care îi puneau în evidență latura sexy și, în comediile Domnii preferă blondele ("Gentlemen Prefer Blondes") și, Cum să te căsătorești cu un milionar ("How to Marry a Millionaire"), care i-au definit imaginea drept una de „blondă stupidă”. În același an, pozele ei nud au fost folosite la lansarea primei ediții a revistei Playboy. A jucat un rol semnificativ în crearea și managerierea imaginii sale publice pe parcursul carierei sale, dar a fost dezamăgită de rolurile repetitive și de salariul mic oferite de studio. A fost suspendată temporar la începutul anului 1954 pentru că a refuzat un proiect cinematografic, dar s-a întors la faimă în pelicula Șapte ani de căsnicie ("The Seven Year Itch") (1955), unul dintre cele mai mari succese ale întregii sale cariere. 
Viața privată complicată a lui Monroe a primit multă atenție. S-a luptat cu dependența, depresia și anxietatea. Căsătoriile sale cu fostul jucător de baseball Joe DiMaggio și cu dramaturgul Arthur Miller au fost intens mediatizate, ambele sfârșindu-se cu divorț. A murit pe 4 august 1962, la vârsta de 36 de ani, din cauza unei supradoze de barbiturice la reședința sa din Los Angeles. Moartea ei a fost considerată drept, cel mai probabil, sinucidere, deși alte teorii vin cu alte considerații. 

## Începuturile vieții lui Marilyn Monroe

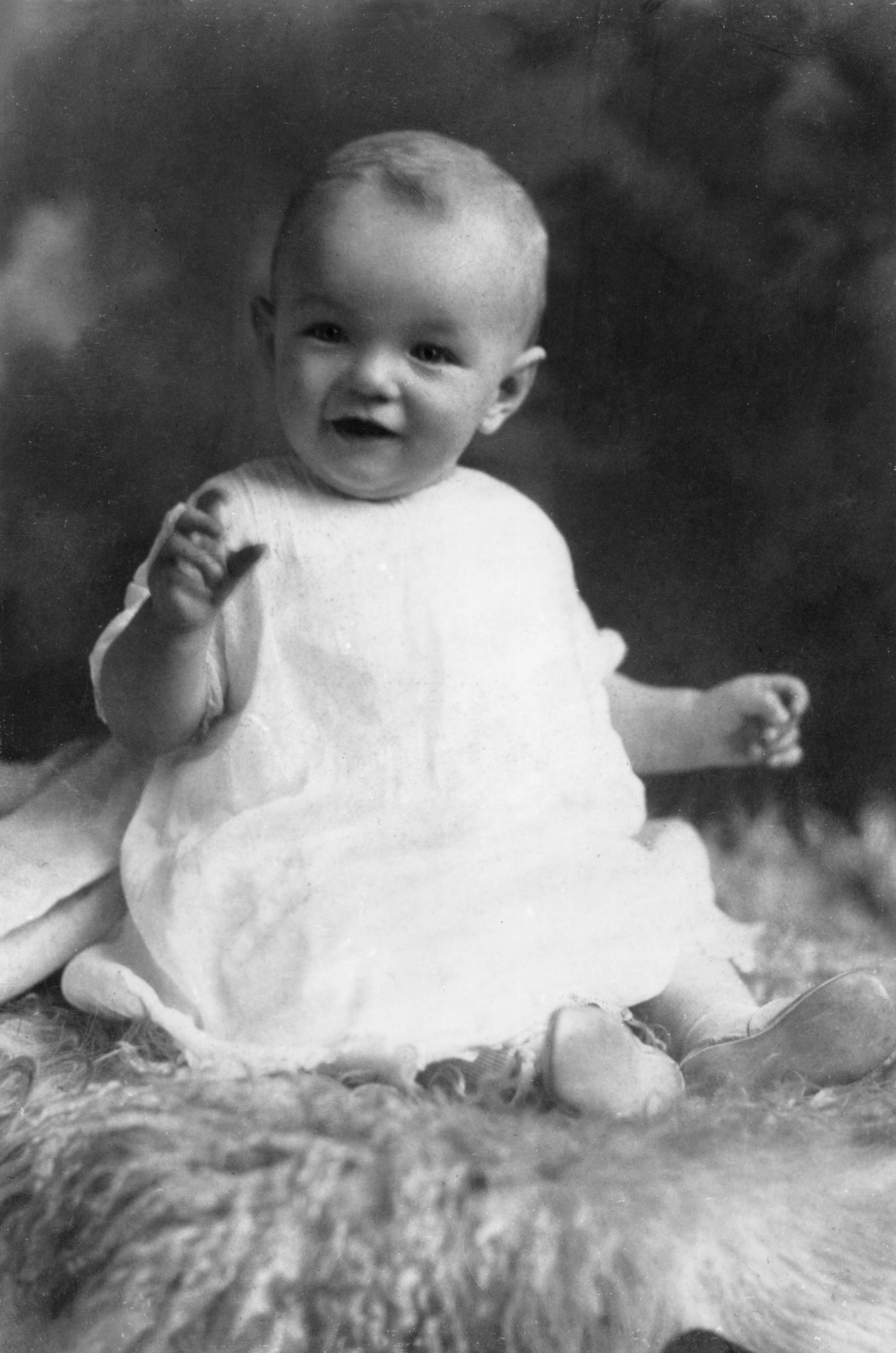
Norma Jeane bebeluș, 1927

Cu toate că a devenit cea mai celebrată actriță a istoriei filmului, începuturile lui Monroe au fost modeste. Ea s-a născut în secția socială de maternitate a spitalului din Los Angeles County. Numele sub care a fost înregistrată a fost Norma Jeane Mortensen. Majoritatea biografilor cred că tatăl său biologic a fost Charles Stanley Gifford, un agent de vânzări pentru studioul cinematografic unde mama lui Monroe, Gladys Pearl Monroe Baker Eley, lucra ca editor de film. Totuși, certificatul ei de naștere îl indica pe norvegianul Martin Edward Mortensen ca fiind tatăl. În ultimii ani câțiva biografi chiar au început să susțină că de fapt acest lucru ar fi și situația reală.
Gladys nu a fost în stare să o convingă pe Della să aibă grijă de Norma Jeane, așa că a încredințat-o unor părinți adoptivi, Albert și Ida Bolender din Hawthorne, California, la sud-vest de Los Angeles, unde ea a trăit până la vârsta de șapte ani. În autobiografia sa My Story (rom: "Povestea mea"), Monroe declară că a crezut că Albert și Ida erau părinții săi până într-o zi când, pe un ton aspru, Ida a corectat-o.
Și tot din My Story, aflăm că Gladys o vizita pe Norma Jeane în fiecare sâmbătă, dar niciodată nu o lua în brațe, nu o săruta sau măcar să îi zâmbească. La un anumit moment, Gladys a anunțat că a cumpărat o casă pentru ea și fiica sa, dar după câteva luni după ce s-au mutat acolo, a avut o cădere psihică. Monroe și-o amintește pe Gladys ca "țipând și râzând" când a fost internată cu forța în spitalul de boli mentale din Norwalk, California, același spital în care mama lui Gladys, Della a murit în august 1927. Tatăl lui Gladys, Otis, a murit de asemenea într-un spital de boli nervoase (lângă San Bernardino, California) ca urmare a sifilis-ului.
Totuși merită subliniat că My Story nu poate fi considerată o sursă de încredere, pentru că a fost de fapt scrisă de un jurnalist numit Ben Hecht și a fost menită să portretizeze imaginea de orfan îndurerat pentru Monroe. Mărturisirile de acolo au fost considerate ca fiind discutabile.
Gladys a fost declarată incapabilă de a-și îndeplini îndatoririle de părinte, iar prietena ei cea mai bună, Grace McKee (mai târziu Goddard) a devenit tutorele său legal. După căsătoria lui McKee din 1935, Norma Jeane a fost trimisă la orfelinatul din Los Angeles, ca mai apoi să urmeze o lungă succesiune de familii adoptive unde se crede că a fost abuzată și neglijată. Există totuși puține dovezi că au fost atât de multe familii adoptive precum susține. Ca o completare, Monroe înseși e cunoscută pentru slăbiciunea ei de a exagera informațiile despre copilăria sa în timpul interviurilor.
În septembrie 1941, Norma Jeane și-a reîntâlnit mama. Familia Goddard, se mută pe coasta de est și au crezut că cel mai bine pentru Norma Jeane (15 ani) era să se căsătorească, pentru că altfel trebuia să se reîntoarcă la orfelinat. Ea i-a făcut cunoștință cu fiul vecinului său, James Dougherty, care i-a devenit primul soț, în 1942, după ce a împlinit 16 ani.

## Anii tinereții

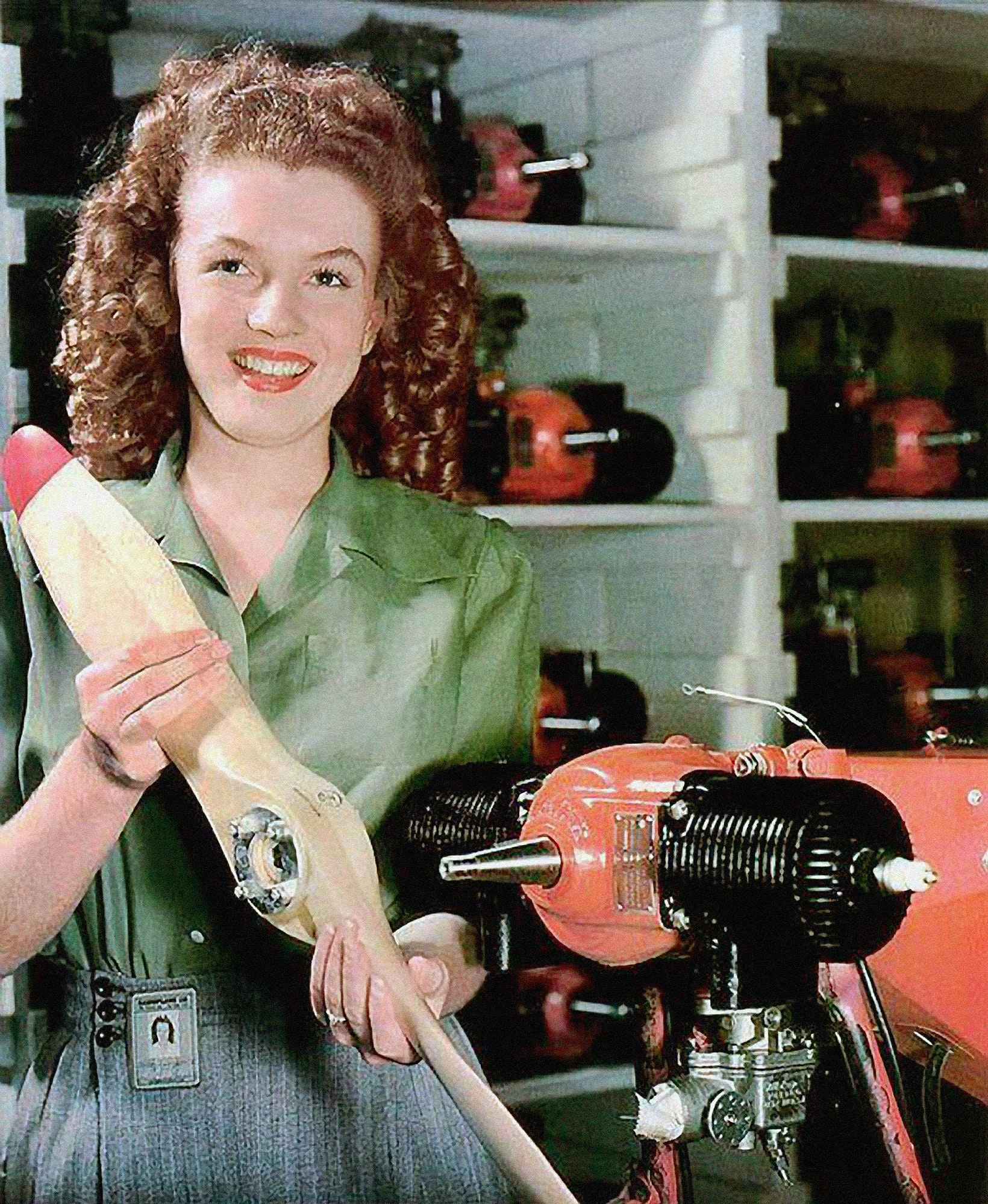
Marilyn Monroe în 1944, lucrând la fabrica Radioplane

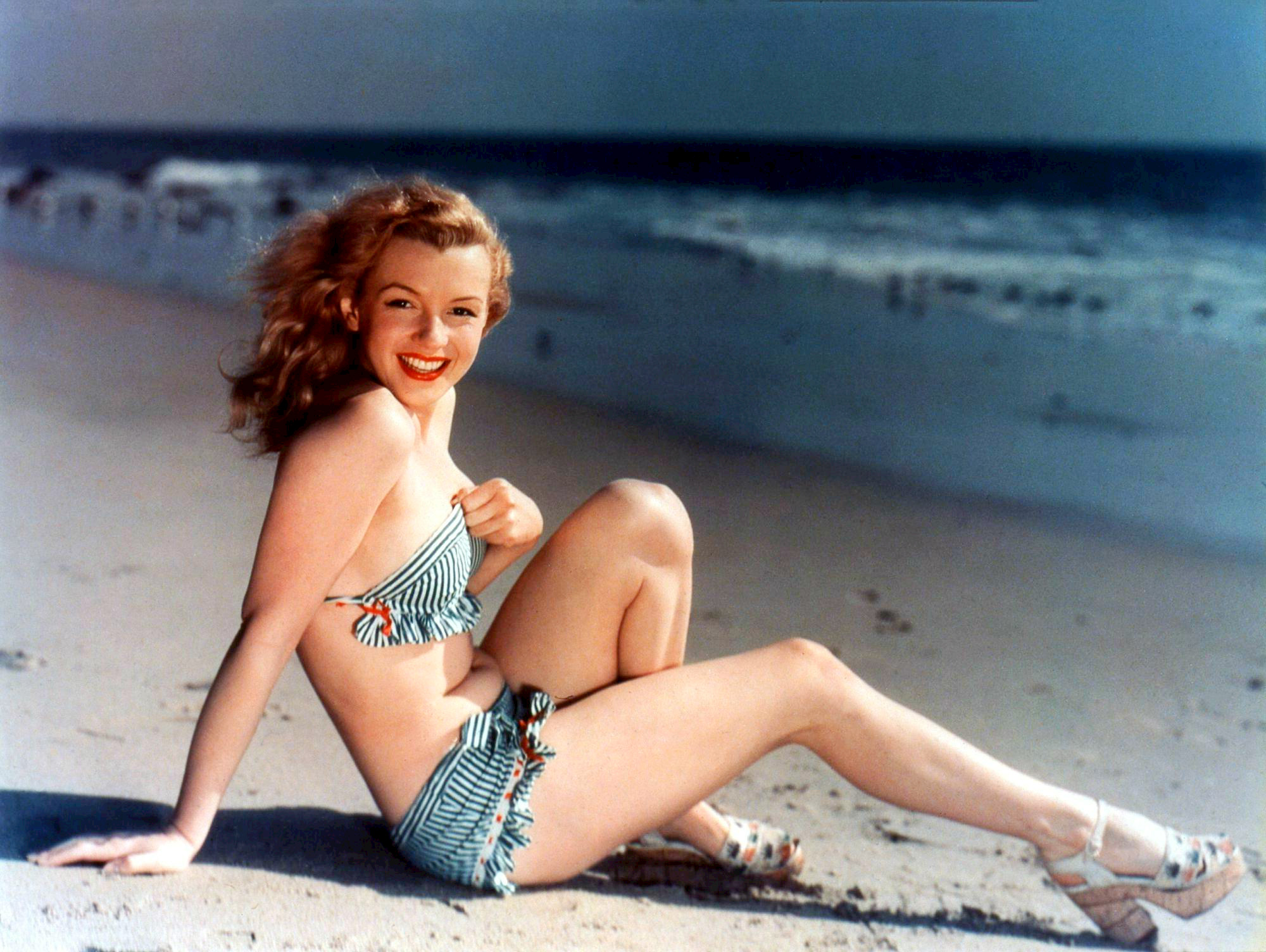
Marilyn ca model pin-up, circa 1946

În timp ce soțul ei era plecat să lupte în cel de-al doilea război mondial, tânăra doamnă Norma Jeane Dougherty a început să lucreze într-o fabrică unde pulveriza soluție anti-fugnitivă pentru piese de avioane. Un tânăr fotograf militar, David Conover, se plimba prin fabricile locale făcând poze pentru un articol din revista YANK despre femeile care ajută la eforturile depuse pentru război. El i-a remarcat imediat potențialul de model, și i-a oferit să colaboreze cu agenția de modeling The Blue Book. 
Aceștia au considerat că figura fetei era mai potrivită pentru pin-up decât pentru high- fashion, distribuind-o în reclame și reviste pentru bărbați. Norma Jeane a devenit unul dintre cele mai de succes modele ale agenției, pozând pe prima pagina a sute de reviste. În 1946, ea a intrat în atenția căutătorului de talente Ben Lyon. El i-a aranjat un test de filmare pentru 20th Century Fox. A reușit să treacă acest test, și i s-a oferit un contract standard pe șase luni cu un salariu de început de 75 de dolari pe săptămână (300$ pe lună), categorie superioară de salarizare judecând după standardele industriei de atunci. I-a fost dat numele Marilyn după actrița Marilyn Miller, și i-a fost sugerat numele de fată al mamei sale, Monroe, ca nume de familie. Astfel, Norma Jeane Baker, la numai 20 de ani, devine „Marilyn Monroe”.
În primele sale 6 luni, la 20th Century Fox Monroe nu a primit niciun rol. În schimb, ea a învățat despre coafură, machiaj, costume, actorie, dans și iluminarea scenică. După șase luni Fox a decis să îi reînnoiască contractul și, în următoarele 6 luni i-au fost date roluri secundare în două filme: Scudda Hoo! Scudda Hay! și Dangerous Years., ambele lansate în 1947 au fost eșecuri din punct de vedere al încasărilor, așa că Fox a decis să nu îi mai reînnoiască contractul. Monroe s-a reîntors la modelling și a început să își extindă rețeaua de cunoștințe din Hollywood.
În 1948, într-o colaborare de 6 luni cu Columbia Pictures Monroe a apărut în alt film, Ladies of the Chorus,  dar și acest musical cu buget redus a fost un eșec,  ceea ce a dus iar, la concedierea ei. Mai apoi, ea l-a cunoscut pe unul dintre cei mai vestiți agenți ai Hollywood-ului, Johnny Hyde, care i-a facilitat un nou contract cu Fox, după ce MGM refuzase o colaborare. Vice-președintele de la Fox Darryl F. Zanuck nu era convins de potențialul de celebritate al lui Monroe. Totuși, datorită insistenței lui Hyde, ei i-au fost încredințate roluri secundare în All About Eve și The Asphalt Jungle. la care spectatorii au remarcat-o și Monroe a început să primească mai multe scrisori de la admiratori decât mulți dintre actorii celebri ai timpului.
Monroe a jucat primul rol principal (excluzând Ladies of the Chorus) în Don't Bother To Knock (1952), ecranizând o babysitter cu probleme, care, într-un acces de furie, o atacă pe fetița pe care o avea în grijă. Cu toate că a primit critici mixte, Monroe a susținut mai târziu că acesta a fost una dintre interpretările ei favorite. Mai târziu, numeroși critici de film au considerat ca această contribuție  la realizarea filmului a fost una dintre cele mai puternice din cariera ei.

## Anii celebrității

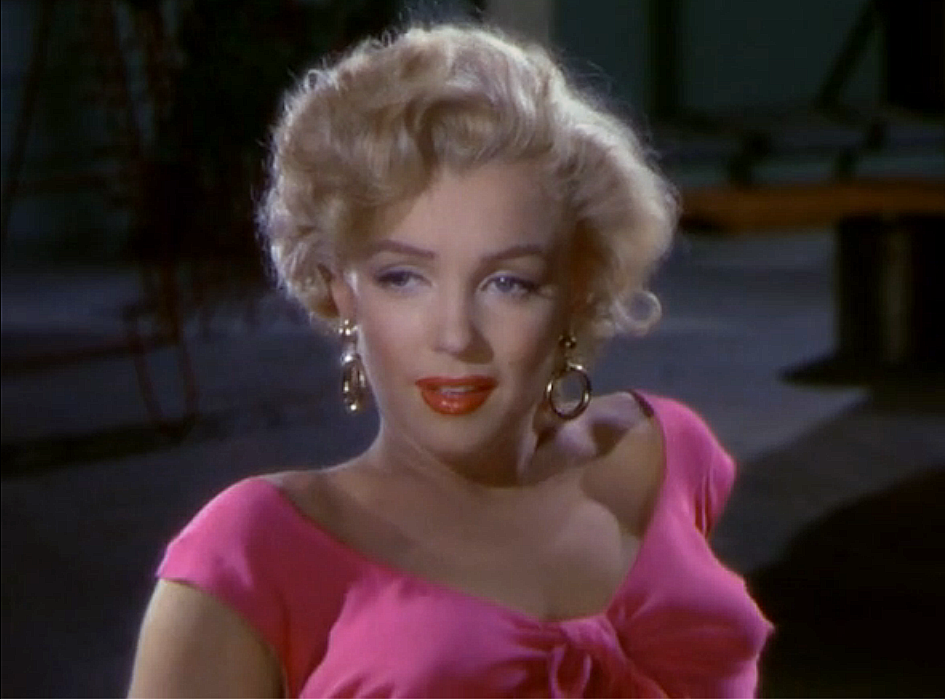
Marilyn Monroe în filmul Niagara

Deși criticii au avut rezerve să îi recunoască abilitățile dramatice, ei nu au ezitat să îi conteste sex appeal-ul. Monroe juca acum (1953) într-un film cu buget mare "Niagara". Criticii de film si-au concentrat atenția asupra magnetismului camerei față de Monroe, nu numai la acțiunea de fundal a filmului. Cu "Niagara" Monroe a devit senzația momentului aproape peste noapte. Rolul ei de femeie dezechilibrată cu moravuri ușoare care plănuiește să își asasineze soțul, i-a făcut pe critici să afirme că ar fi fost actrița principală perfectă pentru unul din filmele regizate de Alfred Hitchcock.
Acest moment coincide cu timpul în care pozele nud ale lui Monroe, făcute de către fotograful Tom Kelley în anii de luptă pentru roluri, încep să iasă la lumină. Copii ale acestora au fost cumpărate de către Hugh Hefner și în decembrie 1953 au apărut în prima ediție a noii sale reviste Playboy. Chiar dacă Fox a fost îngrijorat că asta va crea o controversă ce îi va afecta cariera, Monroe a decis să admită în mod public că ea este modelul din fotografii. Unui ziarist care a întrebat-o ce îmbrăcăminte a purtat în timpul ședinței i-a răspuns: "Radio-ul." La întrebarea despre ce poartă în pat, răspunsul a fost de asemenea simplu: "Chanel No. 5." Mai târziu avea să devină celebră pentru aceste replici incitatoare lipsite de predicat.

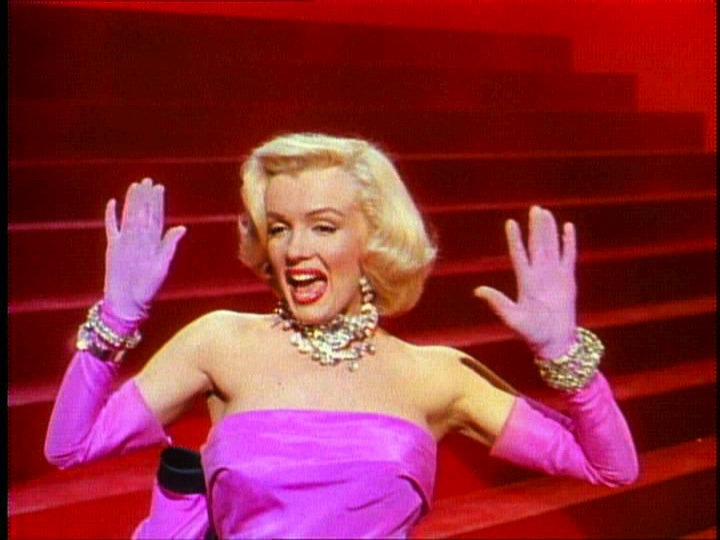
Marilyn Monroe în Domnii preferă blondele

"Domnii preferă blondele" a fost un musical excepțional de îndrăzneț pentru acele timpuri, și este privit ca una dintre cele mai bune comedii din toate timpurile. Autoironia rolului lui Monroe de showgirl căutătoare de aur, Lorelei Lee, este general considerat ca unul definitor pentru eforturile sale cinematografice. Aparițiile ei în "Diamonds Are a Girl's Best Friend" sunt printre cele mai cunoscute scene din cariera lui Monroe.
În 'How to Marry a Millionaire', Monroe a făcut echipă cu alte două atracții ale 20th Century Fox, Lauren Bacall și Betty Grable. Ea interpretează rolul de blondă proastă numită Pola Debevoise și reușește să fie strălucitoare chiar și printre cele două celebre staruri. Chiar dacă rolul este unul stereotipic, Monroe a strâns opinii favorabile, iar criticii i-au remarcat capabilitățile de comedie. În Statele Unite, ea era considerată un sex simbol înșelător, pe când în Europa deja începuseră să îi fie recunoscute calitățile actoricești, ajungându-se să fie comparată cu Charles Chaplin.

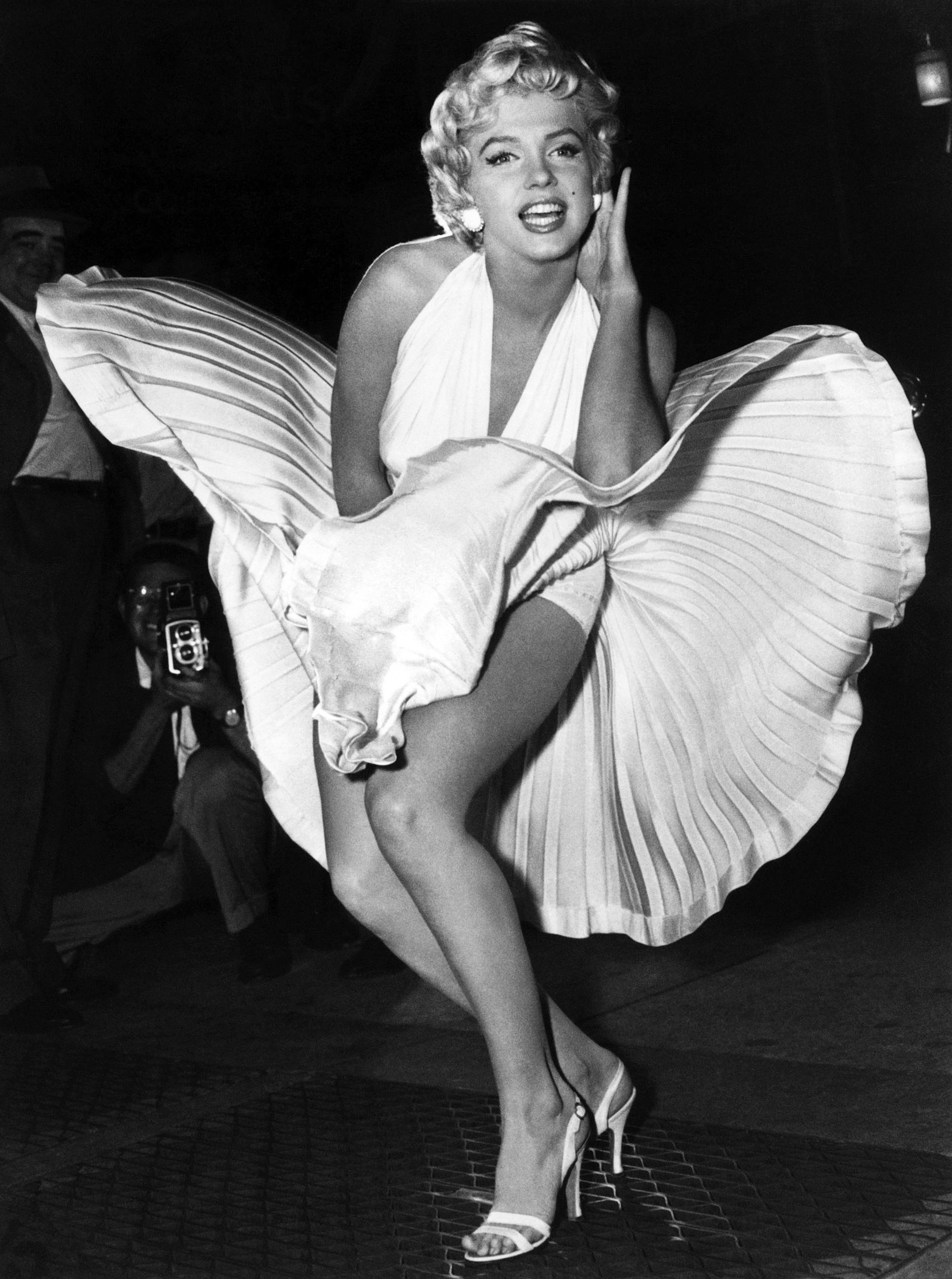
Marilyn Monroe în timp ce filma The Seven Year Itch pe străzile din New York. Artista a pozat pentru reporterii și fotografii care urmăreau filmările.

Următoarele două filme, western-ul River of No Return și musical-ul There's No Business Like Show Business, nu s-au bucurat de succes, parte din vină având-o faptul că lui Monroe nu i s-a oferit un rol deosebit. Monroe, ambițioasă ca întotdeauna și dornică să învingă neajunsurile, s-a plictisit de rolurile pe care Zanuck i le încredința. După încheierea filmărilor la The Seven Year Itch la începutul lui 1955, ea încheie contractul și abandonează Hollywood-ul pentru a studia actoria la The Actors Studio în New York. Fox nu dorește să îi satisfacă noile solicitări contractuale și insistă ca ea să revină pentru a începe lucrul la noi producții pe care ea le considera nepotrivite, precum Heller In Pink Tights (care nu a fost filmat pana la urmă), The Girl in the Red Velvet Swing și How To Be Very, Very Popular.
Monroe refuză să apară în aceste filme și rămâne la New York. Pentru că The Seven Year Itch ajunge în topul încasărilor din vara lui 1955, și pentru că celelalte starlete Fox Jayne Mansfield și Sheree North dezamăgesc în a prinde la public, Zanuck se recunoaște învins și Monroe se întoarce cu triumf la Hollywood. Un nou contract a fost întocmit, care îi permitea lui Monroe drepturi regizorale complete precum și opțiunea de a juca în alte proiecte ale studioului.
Primul film făcut sub noul contract a fost Bus Stop, regizat de Joshua Logan. Criticii au remarcat imediat abordarea profundă al lui Monroe pentru personajul interpretat. În general este apreciată pentru prestația sa ca Cherie, o cântăreață dintr-un saloon bar care se îndrăgostește de un cowboy. Monroe apare în mod intenționat prost machiată și lipsită de strălucirea unui star. Mulți au crezut că va fi nominalizată pentru premiile Oscar. Se crede că nu a reușit această performanță datorită reputației ei controversate. Totuși a fost nominalizată la Globul de Aur.
O necunoscută practic la acea vreme, Monroe a fost prima femeie care să-și deschidă propria casă de producție, împreună cu prietenul său, fotograful Milton H. Greene. Marilyn Monroe Productions a lansat primul său film The Prince and the Showgirl în 1957 și a primit opinii mixte. Pe lângă funcția de producător executiv pentru acest film, ea a jucat alături de apreciatul actor britanic Laurence Olivier, care a fost regizorul. Din păcate, atracția dintre cei doi lipsea, lucru care nu era tocmai surprinzător. Asta având în vedere concepția lui Olivier despre comportamentul "neprofesional" al lui Monroe (incluzând obiceiul notoriu de a îi lăsa pe oameni să aștepte ore întregi până la apariția ei la filmări) și astfel a crescut reputația ei în industria filmului de actor dificil.
Interpretarea compozitoarei Elsie Marina, totuși, a fost considerată de primă mână de către criticii vremii, mai ales în Europa, unde i-a fost înmânat un David di Donatello, echivalentul italian al Oscar-ului, precum și un premiu Crystal Star în Franța. Chiar mai mult, Monroe a fost nominalizată pentru foarte apreciatul premiu BAFTA.
Un alt moment celebru se întâmplă pe 19 mai 1962 când Marylin e invitată la aniversarea de 45 de ani a președintelui John F. Kennedy, unde interpretează piesa Happy Birthday Mr. President.

## Anii maturității

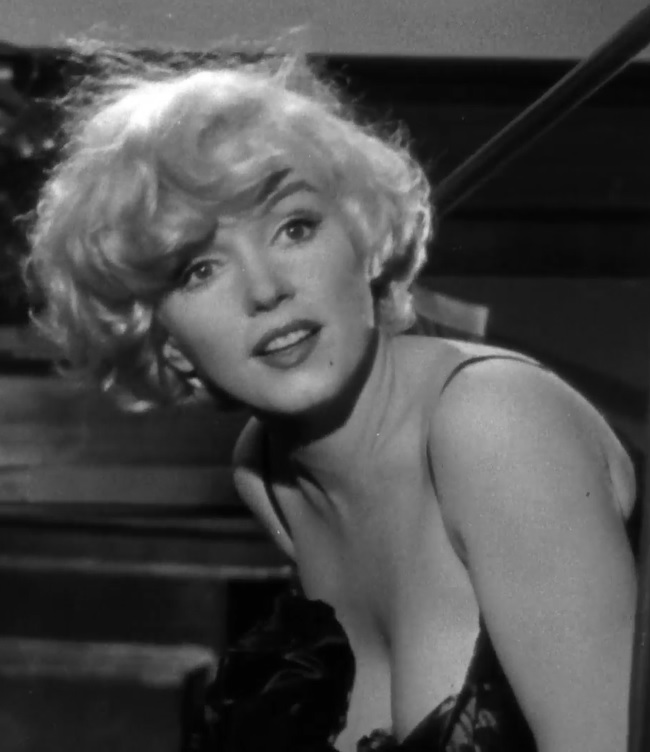
Marilyn Monroe în filmul Unora le place jazzul

În 1959 ea înregistrează cel mai mare succes al carierei jucând alături de Tony Curtis și Jack Lemmon în comedia lui Billy Wilder Unora le place jazzul. Comportamentul ei dificil pe scenă este de acum legendar, asemenea numeroaselor duble necesare. Totuși, la terminarea filmărilor, Wilder a declarat că era dispus să treacă oricând peste aceste inconveniente, prețuind calitățile ei de comediană de prima clasă.
Unora le place jazzul este considerat acum ca fiind una dintre cele mai bune comedii din toate timpurile. Rolul lui Monroe de cântăreață îndoielnică, consumatoare frecventă de băuturi, dar plină de compasiune - Sugar Kane, a fost premiat cu un Globul de Aur pentru cea mai bună actriță într-un musical sau comedie.
După Unora le place jazzul, Monroe a făcut un musical numit Let's Make Love regizat de George Cukor alături de Yves Montand. Monroe, Montand și Cukor considerau filmul ca fiind unul slab, dar Monroe a fost forțată să îl facă datorită obligațiilor față de Twentieth Century Fox. Deși filmul nu s-a bucurat de un succes comercial sau artistic, el include unul dintre numerele muzicale legendare ale lui Monroe, "My Heart Belongs to Daddy" de Cole Porter.

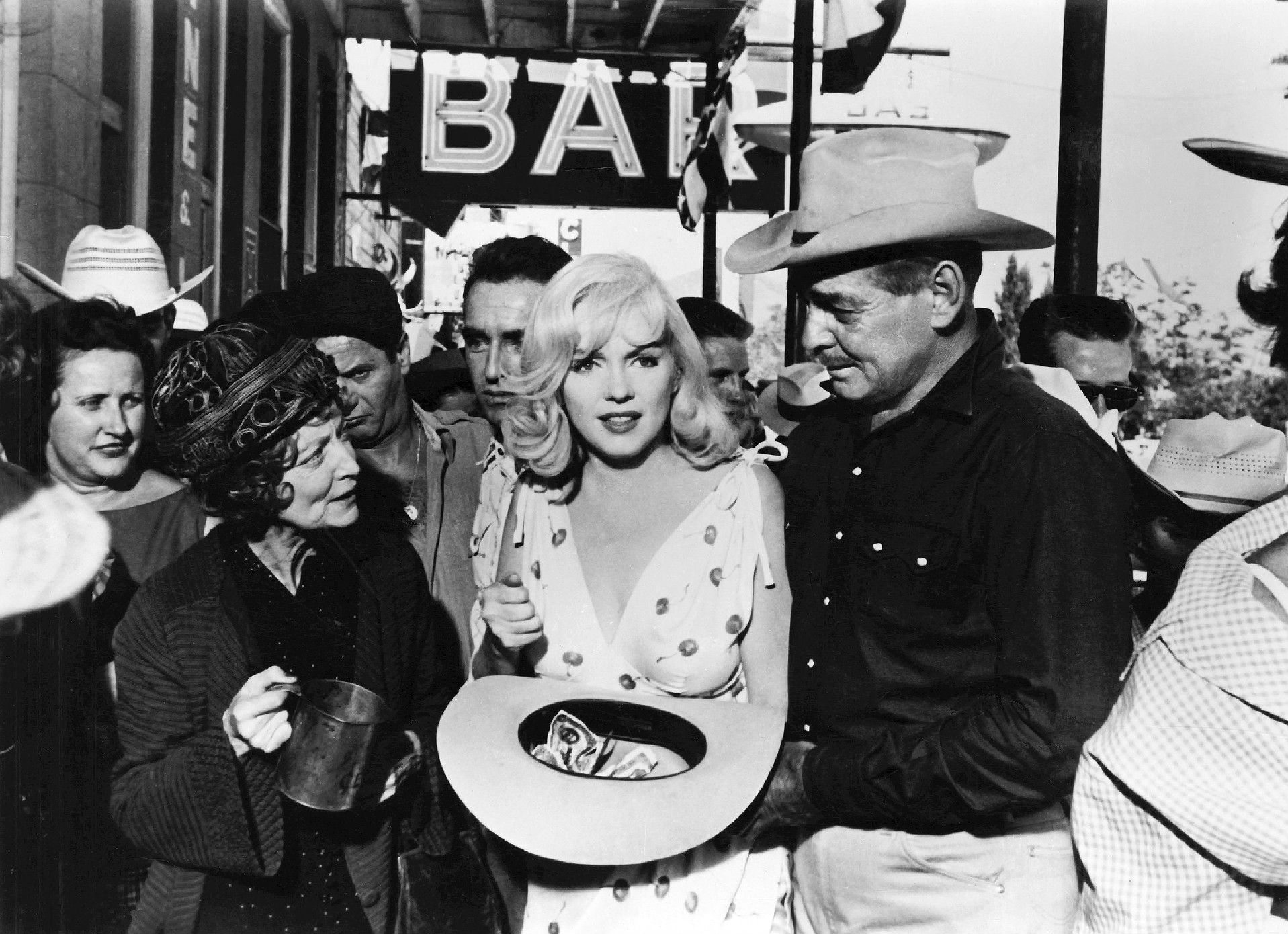
Cu Clark Gable, Montgomery Clift și Thelma Ritter în The Misfits. Ultimul film complet al actriței

Prin 1961, cel de-al treilea soț al lui Monroe, scenaristul Arthur Miller, scrisese și lucrase deja la ceea ce avea să fie ultimul film filmat de ea împreuna cu Clark Gable, The Misfits. A fost o filmare lungă și obositoare în fierbintele deșert Nevada. Întârzierile lui Monroe au devenit cronice și asta a creat probleme și mai mari filmărilor. În ciuda tuturor acestor lucruri, Monroe, Gable și Montgomery Clift au fost capabili să joace extraordinar, chiar exemplar. Monroe s-a împrietenit cu Clift, simțind că au o legătură profundă. Gable a murit de atac de cord la puțin timp după asta, existând voci care o învinuiau pe Monroe, susținând că ea îl supăra pe platourile de filmare. Totuși nu trebuie uitat că Gable a insistat să facă pe grozavul, consumând cantități mari de băutură și țigări, așa că toți au fost de acord că era suprasolicitat fizic. Monroe a participat la ceremonia funerară a acestuia.
Unele dintre cele mai faimoase fotografii ale ei au fost făcute de către Douglas Kirkland în 1961, ca bonus pentru revista LOOK ediția aniversară - 25 de ani.

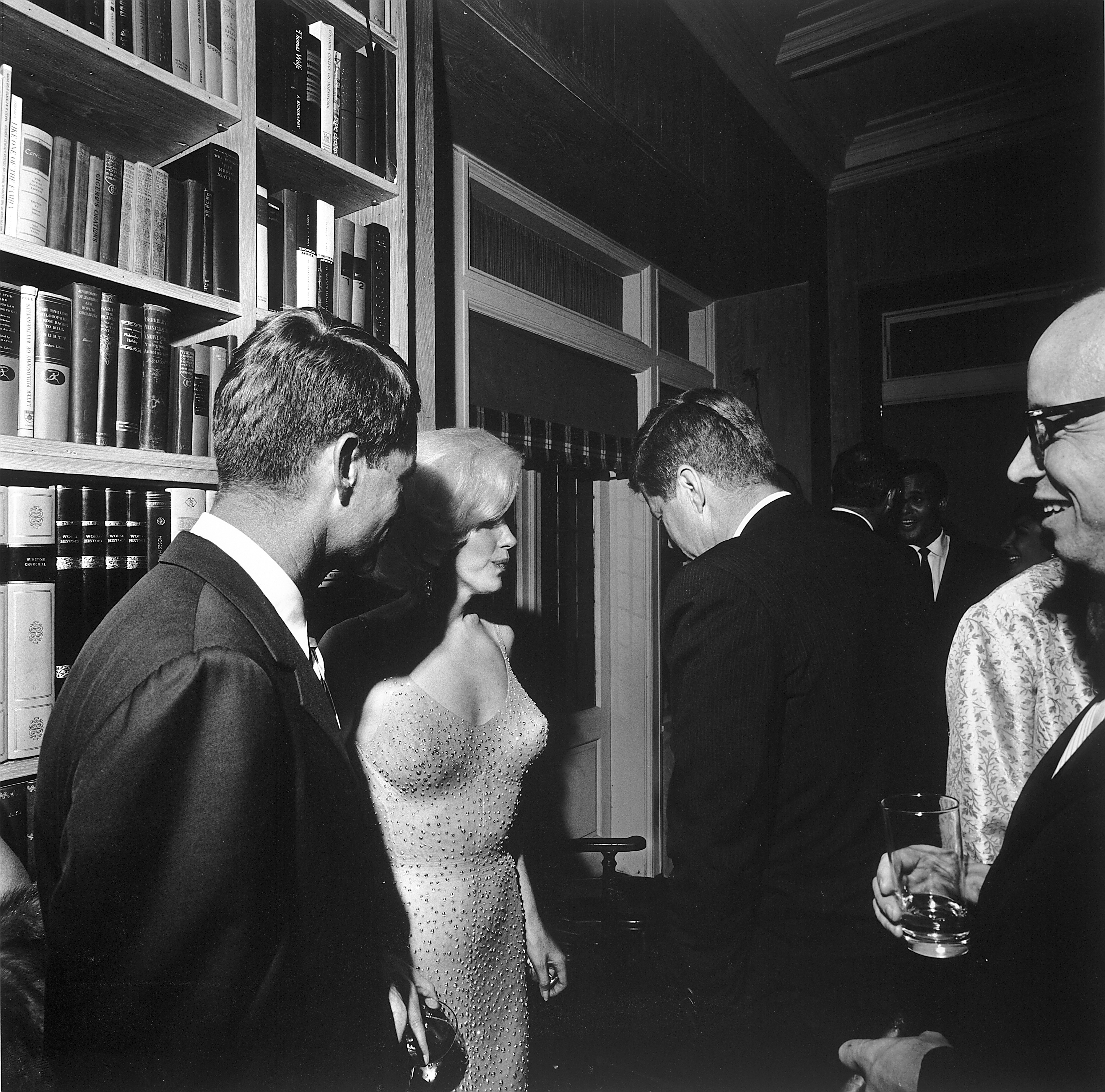
RFK, Marilyn și JFK, 1962

Monroe s-a întors la Hollywood pentru a relua filmările la pelicula Something's Got to Give. În mai 1962, Monroe și-a făcut ultima apariție publică importantă, cântând Happy Birthday, Mr. President în cadrul unei petreceri televizate făcută în cinstea președintelui american John F. Kennedy. După filmările care sunt considerate ca fiind primele scene nud ale unei celebrități, aparițiile lui Monroe au devenit și mai puțin frecvente datorită problemelor de sănătate.
Datorită constrângerilor financiare cauzate de costurile pentru filmările la Cleopatra, cu Elizabeth Taylor, Fox s-a folosit de absența lui Monroe ca scuză pentru a o exclude din film și a o înlocui cu Lee Remick. Totuși, o clauză în contractul lui Dean Martin îi conferea acestuia dreptul să aleagă actrița principală a filmului. Pentru că el nu era dispus să lucreze cu altcineva, Monroe a fost reangajată pentru un salariu dublu față de cel inițial.
Monroe a acordat un interviu detaliat revistei Life, în care și-a exprimat părerea de rău pentru modul în care Hollywood-ul o eticheta ca fiind o blondă proastă și cât de mult își iubea publicul. A făcut de asemenea o ședință fotografică pentru Vogue și a început discuțiile pentru un viitor film cu Gene Kelly și Frank Sinatra. Ea plănuia de asemenea să joace drept Jean Harlow. Alte proiecte care i se pregăteau pentru viitor erau What a Way to Go! și The Stripper.
Înainte ca filmările la Something's Got to Give să fie reluate, Monroe a fost găsită moartă în casa sa din Los Angeles, în dimineața zilei de 5 august 1962. Moartea sa, oficial înregistrată ca o probabilă sinucidere prin consum excesiv de medicamente, a fost marcată de lipsa de profesionalism a anchetei poliției. A devenit astfel o temă folosită în teoria conspirației. Acest lucru nu a afectat însă statutul ei de model pentru arhetipul unui sex simbol și o stea de cinema.

## Căsătorii

### James Dougherty

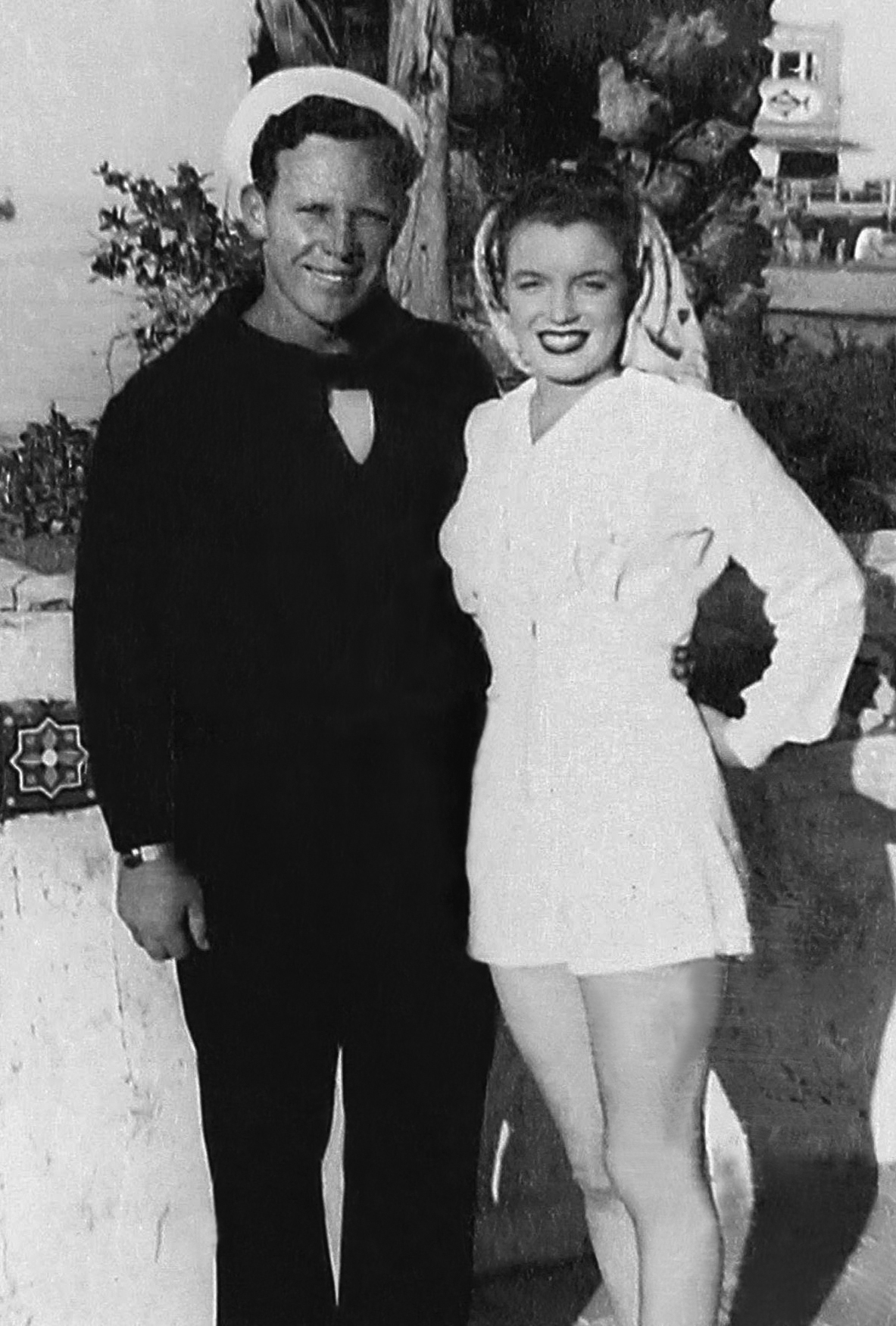
Monroe și James Dougherty, circa 1943-1944

La vârsta de șaisprezece ani, Monroe se căsătorea cu James Dougherty pe 19 iunie, 1942. În cărțile sale The Secret Happiness of Marilyn Monroe și To Norma Jeane With Love, Jimmie, Dougherty afirmă că erau îndrăgostiți și că ar fi trăit fericiți dacă visul ei de a deveni celebră nu i-ar fi îndepărtat. Totuși Monroe a susținut mereu că aceasta a fost o căsătorie din interes. Marilyn a divorțat de Dougherty pe 13 septembrie 1946.
În documentarul din 2004 Marilyn's Man, Dougherty a făcut trei afirmații semnificative: el a inventat personajul „Marilyn Monroe”; Fox a obligat-o să divorțeze de el; ea spera mereu ca ei să fie din nou împreună. Nu există nici o dovadă care să susțină aceste afirmații sau că au rămas în contact unul cu altul (ea era o necunoscută în 1946, când Fox a „obligat-o” să divorțeze - ceea ce face improbabilă afirmația.) Ea a fost înfuriată după ce el a dat un interviu pentru Photoplay în 1953, în care susținea că ea amenințase că va sări de pe pontonul din Santa Monica dacă el o va părăsi vreodată. Mai târziu el a apărut în To Tell the Truth drept „primul soț real al lui Marilyn Monroe”.
Faptele lui Dougherty nu susțin nici ele afirmațiile despre dragostea adevărată dintre el și Monroe. El s-a recăsătorit la numai câteva luni de la divorțul lor. Când a fost informat despre moartea ei, reporterul de la New York Times a mărturisit că a spus în mod repetat îmi pare rău și și-a continuat serviciul de patrulare pentru LAPD; nu a participat la ceremonia funerară. Într-un interviu pentru A&E Network, el a admis că mama sa ar fi fost rugată de către Grace Goddard care l-ar fi întrebat dacă ar fi de acord să se căsătorească cu Norma Jeane pentru a evita ca ea să fie trimisă la orfelinat.
Dougherty a rămas căsătorit cu cea de-a treia sa soție până la moartea acesteia în 2003. El a trăit în Maine până în 15 august 2005 moartea sa fiind datorată unor complicații survenite din cauza leucemiei.

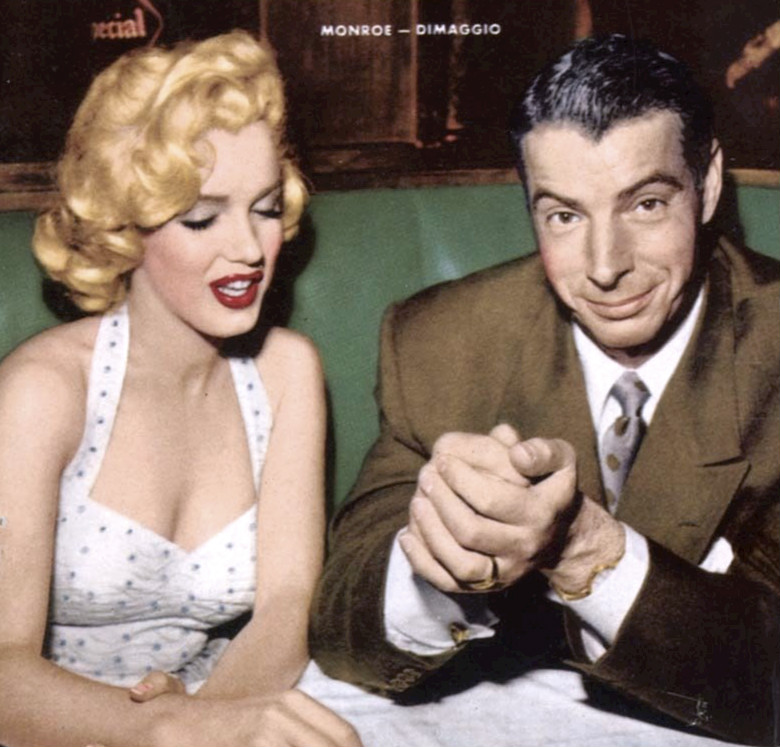
Monroe și Joe DiMaggio înainte de căsătoria lor de pe data de 14 ianuarie 1954

### Joe DiMaggio
În 1951 star-ul de baseball Joe DiMaggio a văzut o fotografie a lui Monroe cu doi jucători de la Chicago White Sox, dar a așteptat până după retragerea lui să îi ceară domnului care organizase fotografia o întâlnire cu ea. Monroe nu a vrut să se întâlnească cu el, temându-se că este un sportiv îngâmfat, dar după doi ani de curtenire cei doi s-au căsătorit la primăria din San Francisco pe 14 ianuarie 1954. În perioada lunii lor de miere, ea a fost solicitată să viziteze trupele din Coreea pentru a-i înveseli pe soldați. Ea a susținut zece spectacole în patru zile la temperaturi extrem de scăzute. Audiența sa a constat în peste 60 000 de soldați și marinari. După mărturisirile presei, Joe nu a fost încântat de decizia soției sale din timpul perioadei pe care el și-o imaginase ca fiind o perioadă foarte intimă.
Biograful lui DiMaggio, Maury Allen, l-a citat pe purtătorul de cuvânt al New York Yankees Arthur Richman care a mărturisit că DiMaggio îi spusese că totul s-a năruit după călătoria în Japonia. Deși Marilyn declarase că vrea să se oprească ea intenționa să își continue cariera. Prietenii au afirmat că DiMaggio a devenit foarte posesiv și că o persecuta pe Monroe în timp ce aceasta se depărta din ce în ce mai mult de dorințele lui. După filmarea celebrei scene cu ridicatul fustei din The Seven Year Itch, Billy Wilder își amintește de privirea „stupefiată” ce se putea citi pe fața lui DiMaggio în timp ce privea împreună cu fanii și figuranții. Tom Ewell a declarat pentru Louisville Courier-Journal la câțiva ani mai târziu că Wilder inventase toată scena ca aerul care venea de la aerisirea de la metrou să îi ridice rochia până peste cap. Richard Ben Cramer, biograful lui DiMaggio, a afirmat că Joe a fost atât de „scârbit de ușurința” lui Marilyn încât a început să o abuzeze. Tipul de la machiaj al lui Merilyn, Allan Whitey Snyder, își amintește că a apărut cu brațul învinețit. În 24 octombrie, la 274 zile de la căsătorie, ea a depus actele pentru divorț, pe motiv de „cruditatea mentală”.
Monroe și DiMaggio și-au reluat relația după divorțul ei de Arthur Miller. Ea s-a reîntors la obiceiurile auto-distructive încrezându-se în oameni propuși de DiMaggio, care îi credea nocivi pentru ea (incluzându-l pe Frank Sinatra). Starea ei fizică și mentală au devenit subiect de presă. Terapeutul lui Monroe a aranjat ca ea să fie internată la clinica psihiatrică "Payne Whitney". Fiindu-i imposibil să se externeze de una singură ea l-a sunat pe DiMaggio. Pe 10 februarie 1961 el a consfințit ca ea să fie externată (ea fusese internată în secția pentru bolnavii cei mai gravi). Mai târziu ea l-a însoțit în Florida. Afirmațiile lor că ar fi „doar buni prieteni” nu au oprit zvonurile unei recăsătorii. După Maury Allen pe 1 august 1962 DiMaggio și-a părăsit slujba de la oficiul poștal al armatei pentru a se întoarce în California și pentru ai îi cere să se recăsătorească.

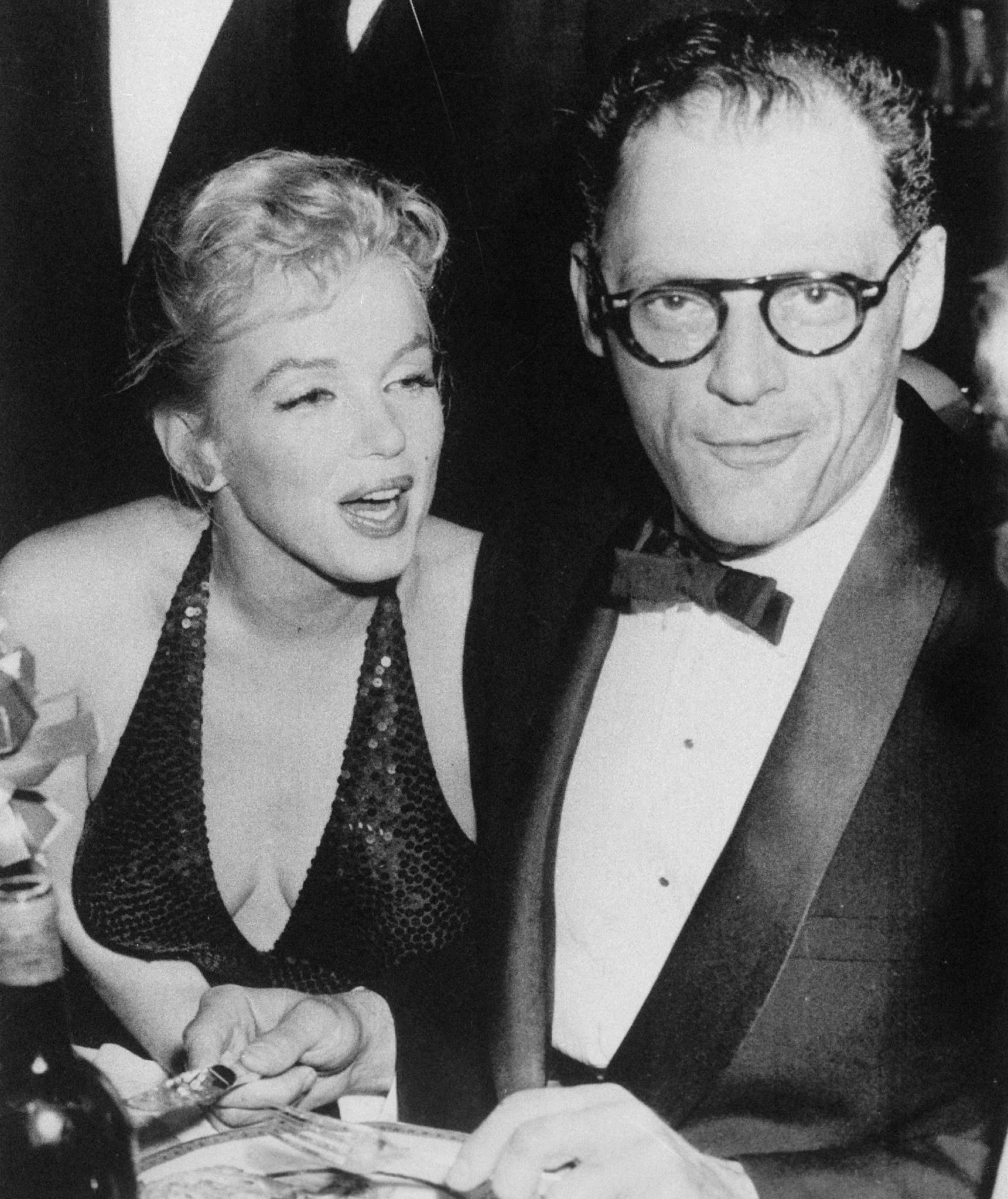
Cu al treilea soț, Arthur Miller, la Hotelul Waldorf-Astoria în New York, 1957

Pentru douăzeci de ani, DiMaggio a pus de trei ori pe săptămână 12 trandafiri la mormântul lui Monroe. Spre deosebire de ceilalți doi soți, sau de bărbații care susțineau ca o cunoscuseră intim, el nu a vorbit public despre ea. Nu s-a recăsătorit niciodată. A murit pe 8 martie 1999 după un lung cancer.
Pe 23 ianuarie 2006 a fost anunțat că nepoata lui DiMaggio va scoate la licitație lucrurile lui personale în mai, printre acestea fiind și o fotografie pe care Monroe îi scrisese: "I love you Joe."

### Arthur Miller
Pe 29 iunie 1956, Monroe s-a căsătorit cu Arthur Miller, pe care îl cunoscuse în anul 1951, în cadrul unei ceremonii civile desfășurată la White Plains, New York. Judecătorul Seymour Robinowitz a oficiat ceremonia grabnică desfășurată în biroul lui Sam Slavitt (nunta a fost ascunsă presei și publicului). Deși a crescut ca fiind creștină, ea s-a convertit la iudaism înainte de a se mărita cu Miller. După încheierea filmărilor la The Prince și Showgirl cu Laurence Olivier, cuplul s-a întors din Anglia în Statele Unite, unde și-au dat seama că ea era însărcinată. Totuși, ea suferea de endometrioză, și sarcina era ectopică. A urmat mai apoi o întrerupere de sarcină.
Scenariul lui Miller pentru The Misfits, o poveste despre dispariția unei divorțate, a vrut sa fie cadoul său de Sf. Valentin către soția sa, dar filmările la această peliculă au început în 1960, când căsătoria lor scârțâia. Un divorț mexican a fost acordat pe 24 ianuarie 1961. La 17 februarie 1962, Miller s-a căsătorit cu Inge Morath, una dintre fotografele care au contribuit la realizarea peliculei The Misfits.

## Moartea

Mormântul lui Monroe, Westwood Memorial Park

Marilyn Monroe a murit la vârsta de 36 de ani, în urma unei supradoze de barbiturice, în seara zilei de sâmbătă, 4 august 1962, în locuința sa de pe Fifth Helena Drive 12305 din Brentwood, un cartier suburban din regiunea Westside din Los Angeles, California. Cadavrul ei a fost descoperit înainte de zorii zilei de duminică, 5 august.
Moartea ei este strâns legată de familia Kennedy,cei care sunt acuzați de unii conspiraționiști de moartea ei.
Monroe și-a petrecut ultima zi din viață, 4 august 1962, în casa ei din Brentwood. A fost vizitată de publicista Patricia Newcomb, menajera Eunice Murray, fotograful Lawrence Schiller și de psihiatrul Ralph Greenson. La cererea lui Greenson, Murray a rămas peste noapte pentru a-i ține companie lui Monroe. Duminică, 5 august, în jurul orei 3 dimineața, aceasta a observat că Monroe se încuiase în dormitor și că nu răspundea. Murray l-a alertat pe Greenson, care a sosit la scurt timp după aceea, a intrat în cameră prin spargerea unui geam și a găsit-o pe Monroe moartă. 
Decesul a fost declarat oficial de către Biroul Medicilor Legiști din Los Angeles County drept o probabilă sinucidere, pe baza unor precedente de supradoză și a faptului că era predispusă la schimbări de dispoziție. Nu au fost găsite dovezi de crimă, iar teoria supradozajului accidental a fost exclusă din cauza cantității mari de barbiturice pe care artista o ingerase. Moartea neașteptată a lui Monroe a fost pe prima pagină a ziarelor din Statele Unite și Europa. Înmormântarea ei a fost organizată de fostul soț al lui Monroe, Joe DiMaggio, și a avut loc pe 8 august la Westwood Memorial Park. Ea a fost înmormântată într-o criptă din Coridorul Amintirilor.

## Filmografie
| 1947                               | The Shocking Miss Pilgrim†             | Telephone operator   | 20th Century-Fox    |                                                                                           |
| 1947                               | Dangerous Years                        | Evie                 | 20th Century-Fox    |                                                                                           |
| 1948                               | Green Grass of Wyoming†                | Square dance extra   | 20th Century-Fox    |                                                                                           |
| 1948                               | You Were Meant for Me†                 | Lady-in-waiting      | 20th Century-Fox    |                                                                                           |
| 1948                               | Scudda Hoo! Scudda Hay!†               | Betty                | 20th Century-Fox    |                                                                                           |
| 1948                               | Ladies of the Chorus                   | Peggy Martin         | Columbia Pictures   | Primul său rol principal                                                                  |
| 1949                               | Love Happy                             | Grunion's client     | United Artists      |                                                                                           |
| 1950                               | A Ticket to Tomahawk†                  | Clara                | 20th Century-Fox    |                                                                                           |
| 1950                               | The Asphalt Jungle                     | Angela Phinlay       | Metro-Goldwyn-Mayer |                                                                                           |
| 1950                               | All About Eve                          | Miss Claudia Caswell | 20th Century-Fox    |                                                                                           |
| 1950                               | The Fireball                           | Polly                | 20th Century-Fox    |                                                                                           |
| 1950                               | Right Cross†                           | Dusky Ledoux         | Metro-Goldwyn-Mayer |                                                                                           |
| 1951                               | Home Town Story                        | Iris Martin          | Metro-Goldwyn-Mayer |                                                                                           |
| 1951                               | As Young as You Feel                   | Harriet              | 20th Century-Fox    |                                                                                           |
| 1951                               | Love Nest                              | Roberta Stevens      | 20th Century-Fox    |                                                                                           |
| 1951                               | Let's Make It Legal                    | Joyce Mannering      | 20th Century-Fox    |                                                                                           |
| 1952                               | Clash by Night                         | Peggy                | RKO                 |                                                                                           |
| 1952                               | We're Not Married!                     | Annabel Jones Norris | 20th Century-Fox    |                                                                                           |
| 1952                               | Don't Bother to Knock                  | Nell Forbes          | 20th Century-Fox    |                                                                                           |
| 1952                               | Monkey Business                        | Miss Lois Laurel     | 20th Century-Fox    |                                                                                           |
| 1952                               | O. Henry's Full House                  | Streetwalker         | 20th Century-Fox    | Cameo                                                                                     |
| 1953                               | Niagara                                | Rose Loomis          | 20th Century-Fox    |                                                                                           |
| 1953                               | Gentlemen Prefer Blondes               | Lorelei Lee          | 20th Century-Fox    | Nominalizare — Golden Globe Award for Best Actress in a Motion Picture Musical or Comedy. |
| 1953                               | How to Marry a Millionaire             | Pola Debevoise       | 20th Century-Fox    |                                                                                           |
| 1954                               | River of No Return                     | Kay Weston           | 20th Century-Fox    |                                                                                           |
| 1954                               | There's No Business Like Show Business | Victoria Hoffman     | 20th Century-Fox    |                                                                                           |
| 1955                               | The Seven Year Itch                    | The Girl             | 20th Century-Fox    |                                                                                           |
| 1956                               | Bus Stop                               | Cherie               | 20th Century-Fox    | aka The Wrong Kind of Girl.                                                               |
| 1957                               | The Prince and the Showgirl            | Elsie Marina         | Warner Brothers     | Produs de Marilyn Monroe Productions; unicul film produs de compania sa                   |
| 1959                               | Some Like It Hot                       | Sugar Cane Kowalczyk | United Artists      | A câștigat — Golden Globe Award for Best Actress in a Motion Picture Musical or Comedy.   |
| 1960                               | Let's Make Love                        | Amanda Dell          | 20th Century-Fox    |                                                                                           |
| 1961                               | The Misfits                            | Roslyn Taber         | United Artists      |                                                                                           |
| 1962                               | Something's Got to Give                | Ellen Wagstaff Arden | 20th Century-Fox    |                                                                                           |
| † denotă o performanță necreditată |                                        |                      |                     |                                                                                           |

## Cântece
| An   | Titlul filmului                        | Titlul cântecului                      | Note |
| ---- | -------------------------------------- | -------------------------------------- | ---- |
| 1948 | Ladies of the Chorus                   | "Every Baby Needs a Da-Da-Daddy"       |      |
| 1948 | Ladies of the Chorus                   | "Anyone Can See I Love You"            |      |
| 1948 | Ladies of the Chorus                   | "Ladies of the Chorus"                 |      |
| 1950 | A Ticket to Tomahawk                   | "Oh, What a Forward Young Man You Are" |      |
| 1953 | Niagara                                | "Kiss"                                 |      |
| 1953 | Gentlemen Prefer Blondes               | "Two Little Girls from Little Rock"    |      |
| 1953 | Gentlemen Prefer Blondes               | "When Love Goes Wrong"                 |      |
| 1953 | Gentlemen Prefer Blondes               | "Bye Bye Baby"                         |      |
| 1953 | Gentlemen Prefer Blondes               | "Diamonds Are a Girl's Best Friend"    |      |
| 1953 | Recordings for RCA                     | "She Acts Like A Woman Should"         |      |
| 1953 | Recordings for RCA                     | "You'd Be Surprised"                   |      |
| 1953 | Recordings for RCA                     | "A Fine Romance"                       |      |
| 1953 | Recordings for RCA                     | "Do It Again"                          |      |
| 1954 | River of No Return                     | "I'm Gonna File My Claim"              |      |
| 1954 | River of No Return                     | "One Silver Dollar"                    |      |
| 1954 | River of No Return                     | "Down in the Meadow"                   |      |
| 1954 | River of No Return                     | "River of No Return"                   |      |
| 1954 | There's No Business Like Show Business | "Heat Wave"                            |      |
| 1954 | There's No Business Like Show Business | "Lazy"                                 |      |
| 1954 | There's No Business Like Show Business | "After You Get What You Want"          |      |
| 1954 | There's No Business Like Show Business | "A Man Chases a Girl"                  |      |
| 1956 | Bus Stop                               | "That Old Black Magic"                 |      |
| 1957 | The Prince and the Showgirl            | "I Found a Dream"                      |      |
| 1959 | Some Like It Hot                       | "Runnin' Wild"                         |      |
| 1959 | Some Like It Hot                       | "I Wanna Be Loved By You"              |      |
| 1959 | Some Like It Hot                       | "I'm Through With Love"                |      |
| 1959 | Some Like It Hot                       | "Some Like It Hot"                     |      |
| 1960 | Let's Make Love                        | "My Heart Belongs to Daddy"            |      |
| 1960 | Let's Make Love                        | "Specialization"                       |      |
| 1960 | Let's Make Love                        | "Let's Make Love"                      |      |
| 1960 | Let's Make Love                        | "Incurably Romantic"                   |      |
| 1962 | –                                      | "Happy Birthday, Mr. President"        |      |